# Sciara niveiapicalis
Sciara niveiapicalis är en tvåvingeart som beskrevs av Enrico Adelelmo Brunetti 1912. Sciara niveiapicalis ingår i släktet Sciara och familjen sorgmyggor. Inga underarter finns listade i Catalogue of Life.